# Cal Bofarull (el Papiol)
Cal Bofarull és una casa del Papiol (Baix Llobregat) inclosa a l'Inventari del Patrimoni Arquitectònic de Catalunya.

## Descripció
Edifici de planta rectangular construït en desnivell i compost de planta baixa i dos pisos. L'estructura de la façana principal és simètrica. La planta baixa està centralitzada per dues finestres, a banda i banda de la porta d'accés; al primer pis presenta una balconada comú a les tres portes i al segon pis tres balcons independents. Els quatre angles de la cornisa i la terrassa estan flanquejats per quatre merlets que li donen un aspecte bastant estrany, però que configuren l'única decoració de l'edifici, que en conjunt és bastant sobri.